# Spectrométrie de masse à trappe orbitale
La spectrométrie de masse à trappe orbitale consiste en l'utilisation d'un Orbitrap (nom commercial) qui permet le piégeage des ions par un champ électrostatique. Ces ions possèdent une fréquence d'oscillation axiale variable en fonction de leur ratio masse sur charge, ce qui permet de les séparer. L'Orbitrap est composé d'une électrode centrale ainsi qu'une électrode externe en forme de cylindre. L'électrode centrale coaxiale à l'axe interne piège les ions dans un mouvement orbital. Un spectre de masse peut être généré à partir du détecteur qui convertit l'image du courant induit des ions piégés en spectre de fréquence en utilisant la transformée de Fourier.

## Historique
En 1923, Kingdon développa le principe de la trappe orbitale où des ions étaient piégés par des champs électrostatiques. Ce piège se compose d’un fil central muni d’une électrode cylindrique externe. Knight ajoute en 1981 une électrode externe modifiée, soit un terme quadrupolaire axial, qui permet le déplacement des ions sur l’axe du piège. À cette époque, ces pièges à ions n’étaient pas destinés à être utilisés pour la spectrométrie de masse. Dans le courant des années 1990, le groupe du Dr Alexander A. Makarov a contribué à de nombreuses études pour inventer l’analyseur à trappe orbitale. En 2005, le premier spectromètre de masse à trappe orbitale a été commercialisé par Thermo Fischer. De nouveaux appareils ont également été lancés depuis, avec de meilleures performances.

## Matériel

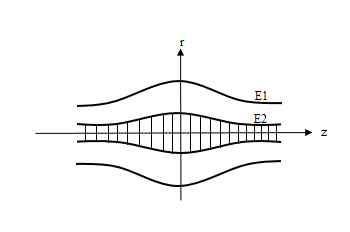
Figure 1. Représentation des électrodes de l’Orbitrap. (E1) électrode externe, (E2) électrode centrale.

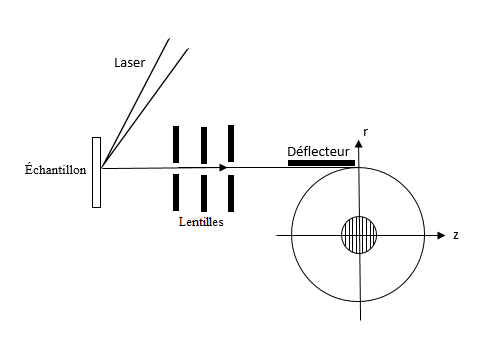
Figure 2. MALDI couplé avec comme injecteur des lentilles électrostatiques accélératrices.

Le spectromètre de masse à trappe ionique est formé de trois composantes principales : la trappe ionique, l’injecteur et le détecteur. La trappe ionique est formée de deux électrodes : une électrode centrale en forme de fuseau et une électrode extérieure en forme de baril, toutes deux alignées le long de l’axe horizontal tel qu’illustré dans la figure 1. L’électrode extérieure recouvre entièrement l’électrode centrale et a deux fonctionnalités. La première moitié de l’électrode sert à l’excitation des ions alors que l’autre permet de les détecter. Entre les deux électrodes se trouve une chambre de mesure, ou un volume de piégeage, composé d’un vide de l’ordre de 10−8 torr généré par un système de pompage. Les deux électrodes sont connectées à des bornes de voltages différentes, ce qui permet de faire varier leur tension de façon indépendante et donc de générer un champ électrique dans l’Orbitrap.
L’injecteur permet de propulser les ions jusqu’à l’entrée de l’Orbitrap. Tout dépend de la source d’ionisation et il existe trois types d’injecteur. Deux sources peuvent être utilisées pour ioniser l’analyte. La première source est la désorption laser assisté par matrice (MALDI). Des lentilles électrostatiques accélératrices font office d’injecteur pour cette source. Effectivement, les lentilles accélèrent les ions et les concentrent en un faisceau très mince. Un déflecteur, situé à l’entrée de l’Orbitrap, courbe la trajectoire des ions dans l’appareil.
La deuxième source qui permet d’ioniser l’analyte est l’électronébuliseur. Cette source d’ions continue est couplée à un injecteur accumulateur d’ions, qui permet de les regrouper et de les injecter sous forme de paquets d’ions. Deux types d’injecteur pour cette source existent sur le marché : le quadripôle de stockage et la C-Trap. Le quadripôle de stockage est composé de quatre tiges qui collectent les ions et d’un gaz de collision qui ralentit les ions. En effet, les ions entrent en collision avec le gaz ce qui leur fait perdre de l’énergie cinétique. Ils s’accumulent donc dans le quadripôle puis sont expulsés axialement à la trappe dans l’Orbitrap à l’aide d’une application de voltage de signe inverse aux ions. Ils traversent par la suite une série de trois lentilles dont les deux premières servent à accélérer les ions et la dernière sert à limiter la pénétration de gaz dans l’Orbitrap. Puis, la trajectoire des ions est courbée dans l’analyseur par un défleteur. En ce qui concerne la C-Trap, c’est une trappe ionique courbée remplie, tout comme la trappe linéaire, d’un gaz de collision, le N2. Le fonctionnement de la C-Trap est très similaire à celui du quadripôle de stockage. Les électrodes émettent un champ électrique inverse et proportionnel, ce qui fait en sorte que lorsque les ions entrent dans le C-Trap, ils restent pris dans le champ électrique créé.  Par contre, les ions sont injectés orthogonalement à l’axe de la trappe comparativement au quadripôle de stockage. Ils sont propulsés à l’extérieur de la trappe à travers une fente dans une des tiges. Ce type d’injection est rapide et uniforme ce qui confère aux paquets d’ions une distribution spatiale plus compacte. Il est donc plus populaire et plus efficace,.
Dans tous les cas, l’injection des ions dans l’Orbitrap doit se faire très rapidement afin de les conserver en paquets. En effet, l’injection est débutée une fois le voltage de l’électrode centrale mis en marche et se termine avant que celle-ci ait atteint son voltage maximal. Cela a pour effet de compacter les ions dans l’Orbitrap et de les diriger vers l’axe central. De cette façon, les ions de même m/z ont une trajectoire identique ce qui augmente la résolution des pics sur le spectre de masse. Une fois les ions dans l’Orbitrap et le voltage de l’électrode centrale bien stabilisé, la détection peut commencer. Ils peuvent être détectés de deux façons différentes, soit par transformée de Fourier, soit par instabilité sélective de la masse.

## Fonctionnement

### Injection
Dans un spectromètre de masse à trappe orbitale, deux contraintes majeures doivent être respectées afin d’avoir un signal reproductible et fiable. Ces contraintes sont un faible diamètre de faisceau d’injection (<quelques mm) et un temps d’injection très court (<100-200 ns). Si l'une de ces deux contraintes n’est pas respectée, les ions dans l’Orbitrap ne seront pas stables, et ainsi le signal obtenu ne pourra être converti en spectre de masse. De plus, une caractéristique importante du spectromètre de masse à trappe ionique est le fait que l’apport en ions dans la trappe doit être discontinu. En comparaison avec un analyseur comme le quadripôle linaire, qui lui peut recevoir un flux d’ions continu sans perte de résolution, la trappe ionique orbitale doit absolument recevoir un flux d’ions discontinu afin de donner un bon signal. Si la trappe ionique est couplée à un injecteur tel que le MALDI, il n’est pas nécessaire d’ajouter un dispositif de stockage d’ions puisque cet ionisateur ne produit pas un jet d’ions continu. Cependant, si la trappe ionique est couplée avec un ionisateur tel l’électronébuliseur, il est nécessaire d’ajouter au MS un dispositif comme une trappe ionique linéaire, afin de fournir un jet d'ions non continu.

#### Lentille d'accélération électrostatique
Dans ce mode d’injection, un laser vient frapper l’échantillon présent sur un support. Le laser désorbe donc l’analyte de la même manière que le MALDI, comme il est possible de le voir dans la figure 2. Une fois les analytes désorbés par le laser, ceux-ci se dirigent vers la trappe ionique en passant par une série de lentilles. Ces lentilles permettent d’extraire les ions de manière efficace. Dans cette méthode d’injection, il est important que la distance entre l’échantillon et l’entrée de la trappe ionique soit très courte puisque la distance influence directement la séparation des ions. Une fois les ions extraits par les lentilles, ceux-ci passent dans un déflecteur. Ce déflecteur est une électrode qui émet un champ électrique afin de dévier légèrement les ions de leurs mouvements rectilignes et ainsi de leur donner une trajectoire circulaire. Lorsque la déviation a eu lieu, les ions entreront dans la trappe ionique.

### Piégeage

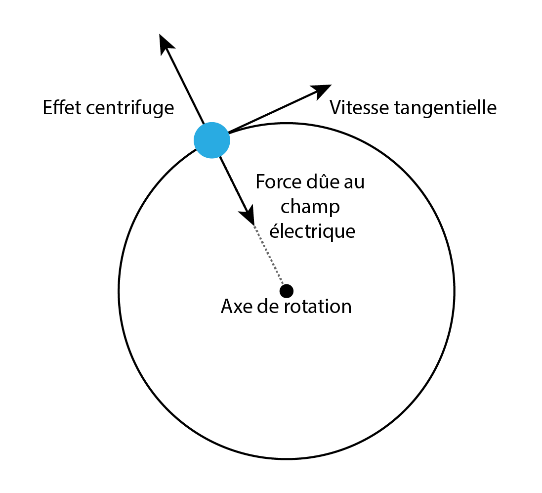
Figure 3. Forces agissant sur un ion dans l’Orbitrap.

Le spectromètre de masse est composé de deux électrodes : une extérieure et une centrale. Une tension est appliquée entre les deux électrodes, ce qui crée un champ électrique. Puisque les deux électrodes sont circulaires, le champ électrique statique créé possède deux composantes, soit une composante tangentielle dans l’axe des r et une composante radiale dans l’axe des y. La composante du champ électrique linéaire dévie les ions de sorte que ceux-ci tournent à l’intérieur des électrodes, alors que la composante radiale permet de contrer la force qui pousse les ions à quitter leur trajectoire et entrer en collision avec l’électrode extérieure.
Les électrodes de la trappe ionique ont une forme particulière afin d’avoir une distribution de potentiel électrique très précise. Avec l’équation suivante, il est possible d’obtenir la distribution de ce champ électrique:
{\displaystyle U(r,z)={k \over 2}(z^{2}-{r^{2} \over 2})+{k \over 2}(R_{m})^{2}\ln({r \over R_{m}})+C}
où r et z sont les coordonnées cylindriques, C une constante, k la courbure de champ et {\displaystyle {\ce {R_m}}} un rayon caractéristique. Le champ électrique produit donc deux forces qui permettent à l’ion de rester dans un mouvement circulaire continu dans l’interstice des deux électrodes.
Il est très important que tout au long de l’analyse, le champ électrique créé par les électrodes reste extrêmement stable, afin de ne pas avoir de variation de signal au cours de l’analyse. Lors de l’ionisation et de l’injection, les ions de masse m et de charge q sont accélérés jusqu'à une vitesse v. De manière générale, la particule pénètre dans la trappe ionique perpendiculairement au champ électrique. Une fois entrée dans le champ électrique, celle-ci commence à tourner en adoptant une orbite stable, selon l’équation suivante :
{\displaystyle qV={1 \over 2}mv^{2}({R \over r})}
où V est la différence de potentiel entre les deux électrodes, R est le rayon de l’anode (électrode extérieure) et r le rayon de la cathode (électrode centrale). Ainsi, selon cette équation, pour un certain champ électrique donné avec un rayon de cathode et d’anode fixe, si tous les ions arrivent à la même vitesse dans la trappe ionique, seulement un certain rapport m/z sera stable. Cette propriété fait en sorte que lorsqu’un mélange complexe de plusieurs éléments est injecté dans le spectromètre de masse à trappe orbitale, seulement les ions qui peuvent être analysés maintiennent une trajectoire orbitalaire stable. Les autres ions auront une composante de force (tangentielle ou radiale) plus élevée que l’autre dû à une trop grande ou trop petite masse, ce qui fait en sorte que ceux-ci ne seront pas détectés. Selon la deuxième loi de newton ainsi que l’équation de l’accélération centripète, soit :
{\displaystyle a_{c}=-{v^{2} \over r}{\vec {r}}}
{\displaystyle {\vec {F}}=ma}
Il est possible d’obtenir une équation qui montre que la force centripète est directement liée à la masse de l’objet. Ainsi, si la force centripète est fixée par le champ électrique, seuls les ions d’une masse précise auront un mouvement circulaire stable selon :
{\displaystyle {\vec {F_{c}}}={mv^{2} \over r}{\vec {r}}}

### Mode de détection
La détection du signal fait par l’Orbitrap est due à deux caractéristiques. La première est la forme des électrodes (figure 1). Les électrodes ont une forme conique dont le centre est légèrement plus grand. Avec le champ électrique présent, cette forme fait en sorte que les ions présents dans la trappe se retrouveront condensés au centre de celle-ci. La deuxième caractéristique est que lors de leur rotation entre les deux électrodes, les ions seront soumis à un autre champ électrique qui les fera osciller selon l’axe des z (figure 1). Cette oscillation dans l'axe des z est dite oscillation radiale. En plus de l'oscillation radiale, une oscillation axiale est présente lors de la rotation des ions dans le spectromètre de masse à trappe orbitalaire. Cette deuxième oscillation est celle qui permet aux ions de tourner au centre des deux électrodes. L'oscillation radiale peut être calculée selon l’équation  suivante :
{\displaystyle w={\sqrt {{e \over {m \over z}}k}}}
où k est une force de rappel axial, qui est déterminée par la forme des deux électrodes et la charge élémentaire, soit 1,602 × 10−19 coulomb.  Dans cette équation, {\displaystyle w} est la fréquence d’oscillation des particules. Il est possible de voir que la fréquence d’oscillation est inversement proportionnelle au rapport m/z des ions à analyser. L’oscillation des ions crée donc un champ électrique qui est détecté et amplifié par l’électrode extérieure. Ce courant ainsi créé est converti, en utilisant une transformée de Fourrier, en intensité et en déplacement de rapport masse sur charge afin de créer le spectre de masse.

## Performances de l'appareil
La spectrométrie de masse à trappe orbitale possède de très grandes résolutions. En effet, la résolution en masse peut aller jusqu’à 100 000, voire 150 000. Par exemple, la résolution peut varier de 7 500 (pour m/z 400) en 125 ms à 100 000 (pour m/z 400) en 1,5 s. À grande m/z, l’Orbitrap est avantagé quant à la résolution. L’explication provient des équations ci-dessous. La fréquence de l’oscillation axiale (en rad/s) est exprimée selon :
{\displaystyle w=({kq \over m})^{1 \over 2}}
où k est la force de rappel axial, q est la charge de l’ion et m la masse de l’ion. La résolution, pour l’Orbitrap, est la moitié de la résolution de fréquence selon :
{\displaystyle {w \over \Delta w_{50\%}}=2{m \over \Delta m_{50\%}}}
Avec ces deux équations, on trouve la résolution expérimentale :
{\displaystyle {m \over \Delta m_{50\%}}={1 \over 2\Delta w_{50\%}}({kq \over m})^{1/2}}
La résolution de l’Orbitrap est donc inversement proportionnelle à la racine carrée de la masse, selon l’équation ci-dessus. Donc, pour une masse plus grande, la résolution est meilleure. Comparativement au FT-ICR, la résolution de ce dernier est inversement proportionnelle à la masse. Or, la résolution d’une plus petite masse est avantagé en FT-ICR. Autour de m/z 1100 et pour une même durée d’enregistrement, l’Orbitrap possède une meilleure résolution que le FT-ICR.
À l’aide des équations suivantes, :
{\displaystyle w={\sqrt {{e \over {m \over z}}k}}}
{\displaystyle w={\sqrt {{e \over {m \over z}}k\cdot {2U_{r} \over R_{m}^{2}\ln {R_{2} \over R_{1}}-{1 \over 2}(R_{2}^{2}-R_{1}^{2})}}}}
où e est la charge élémentaire, k est une force de rappel axial qui est déterminée par la forme des deux électrodes, Ur est le voltage appliqué, R1 et R2 sont les rayons des électrodes et Rm le rayon caractéristique où {\displaystyle {dU(r,z) \over dr}_{z=0}=0}, on remarque que la fréquence des ions augmente proportionnellement à la racine carrée du voltage appliquée. Or, cela veut donc dire qu’une augmentation du voltage permet d’augmenter la vitesse d’analyse et la résolution. De plus, la résolution peut être améliorée en modifiant le ratio des rayons des électrodes. Cette constatation a mené à une étude où l’Orbitrap a été modifié géométriquement, avec un plus grand voltage appliqué. Une nette amélioration de la résolution a été notée. En théorie, avec cet Orbitrap, la résolution pouvait atteindre 600 000 pour l’ion m/z 195.
L'exactitude sur la masse est d’environ 2 ppm et 5 ppm pour les calibrations internes et externes, respectivement. L’étendue de masse où les mesures de masse peuvent être réalisées avec une bonne précision se trouve sur une plage d’abondances d’ions de 1 : 5000. Cette gamme peut être améliorée de plusieurs façons. Il peut y avoir diminution de la capacité électrique de l’Orbitrap et du bruit thermique, ce qui augmentera la sensibilité. Il peut aussi y avoir une augmentation de la capacité de charge d’espace du C-Trap qui permettra ainsi à un plus grand nombre d’ions d’être injectés dans l’Orbitrap.
La limite de masse sur charge peut se rendre à 6000, voire davantage selon certaines publications scientifiques. Pour les rapports signal/bruit (S/N) supérieurs à 10 000, une précision de 0,2 ppm est observée. Certains Orbitrap possèdent un mode de calibration interne lorsque l’instrument détecte des ions de masses connues. Cette fonction permet d’améliorer la précision. En raison de l’indépendance du potentiel du piégeage sur le ratio masse/charge, la capacité de la charge d’espace est augmentée à des masses plus grandes. Le domaine dynamique linéaire observé peut être très large, soit de quatre ordres de grandeur (104). La sensitivité de l’Orbitrap est d’environ du femtogramme au picogramme. En comparaison au FT-ICR, l’Orbitrap possède une plus grande capacité de piégeage.

## Applications

### Protéomique
La spectrométrie de masse à trappe orbitale possède plusieurs applications. La protéomique, soit la science étudiant les protéomes (ensemble de protéines d’un organisme), est la plus grande utilité de l’Orbitrap. Plus précisément, on utilise l’approche de protéomique ascendante (Bottom-Up) qui consiste à digérer l’extrait protéique avec une protéase afin de créer un mélange de peptides, qui pourra ensuite être analysé par LC/MS. Les séquences peptidiques sont utilisées pour déterminer la protéine d’origine. En analyse de protéines, la spectrométrie de masse à trappe orbitale peut aussi être utilisée dans l’analyse de modification post-traductionnelles, où ces modifications chimiques des protéines sont analysées par MS pour obtenir une caractérisation structurale des protéines modifiées. Par ailleurs, la quantification de protéines ciblées est aussi possible avec cet analyseur de masse. En effet, la spectrométrie de masse à trappe orbitale permet l’utilisation de données de types haute résolution et masse exacte pour la quantification et les données en spectrométrie en tandem (MS/MS) pour la confirmation de la séquence peptidique. La fragmentation MS/MS est nécessaire pour attribuer la séquence du peptide ciblé. L’Orbitrap permet aussi l’approche de protéomique descendante (Top-Down), où un mélange de protéines intacts est analysé par LC/MS sans avoir digéré le mélange de protéines. Dans cette méthode, comparativement à l’approche ascendante, les produits de dégradations, les variantes de séquences et les combinaisons de modifications post-traductionnelles peuvent être analysés. La quantification relative des protéines ainsi que la caractérisation de protéine intacte est également possible avec la spectrométrie de masse à trappe orbitale.

### Métabolomique
En métabolomique, la spectrométrie de masse à trappe orbitale détient quelques avantages pour la métabolomique non-ciblée, ciblée et pour l’élucidation structurale des métabolites. La métabolomique non-ciblée provient de l’analyse quantitative relative du métabolome complet. Ces analyses permettent de déterminer les profils métabolomiques des maladies phénotypiques ou des états en santé. Même sans connaissance préalables des métabolites impliqués, il est possible de déterminer un changement de métabolites relatifs par rapport à deux groupes d’échantillons.

### Dopage sportif
La spectrométrie de masse à haute résolution et à masse précise couplée avec l’Orbitrap permet d’analyser ou d’identifier la drogue présente dans un échantillon. La grande résolution de l’Orbitrap, soit jusqu’à 140 000 FWHM, permet de différencier les drogues des interférences pour une meilleure analyse. Une précision de masse d’environ 3 ppm et moins est obtenu pour s’assurer de l’identification de la drogue.

### Autres applications
L’analyse du glycane par spectrométrie de masse à trappe orbitale est au aussi possible, soit l’identification et la caractérisation ou même la quantification.
L’analyse lipidomique non-ciblée, ciblée ou l’approche Shotgun est également réalisable.
L’Orbitrap possède plusieurs applications en biopharmaceutique, soit la caractérisation d’anticorps intactes et l’approche ascendante de caractérisation de protéines thérapeutiques, en pharmaceutique, en recherche clinique, en abus de drogues, en environnement ainsi qu’en contrôle de qualité pour la nourriture.

## Avantages et inconvénients
L’Orbitrap est un appareil ayant une haute exactitude sur la masse et une très bonne résolution. Sa haute résolution permet de séparer deux pics de masse nominale identique avec une grande exactitude sur les masses. Il est alors possible d’identifier de façon précise chaque pic m/z du spectre de masse et d’élucider la structure de la molécule analysée. Cet appareil assure donc une analyse qualitative meilleure que certains autres spectromètres de masse. En raison de sa haute résolution et de sa grande précision sur la masse, cet appareil peut analyser autant de grosses molécules multichargées que de petites molécules et ce avec de meilleures performances que les autres appareils spectrométriques. Il est donc très polyvalent et peut même être utilisée en spectrométrie de masse en tandem.
Par contre, cette méthode d’analyse contient aussi ses désavantages. En effet, le temps d’analyse de l’Orbitrap est très long comparativement aux autres analyseurs de masse. L’analyse par l’Orbitrap est réalisée en utilisant l’oscillation des ions dans une champ électrique. Afin d’avoir des valeurs de masse exactes, une transformée de Fourier est utilisée afin de convertir le temps d’oscillation des ions en rapport masse sur charge. Ainsi, pour une meilleure résolution, le temps d’analyse des ions doit être plus long ce qui allonge considérablement le temps d’analyse. Par ailleurs, un autre facteur qui désavantage le spectromètre de masse a trappe orbitale, est le fait que l’analyse ne peut être réalisé que sur un jet d’ions discontinu. Par conséquent, l’appareil doit être couplé avec un accumulateur d’ions ce qui rend l’appareil encore plus coûteux. L’Orbitrap est donc le deuxième analyseur de masse le plus dispendieux derrière le FT-IRC (Résonance cyclotronique ionique à transformée de Fourier).